# De le Croix
De le Croix was een Belgische notabele en adellijke familie, van wie de mannelijke telgen vooral als officier dienstdeden.

## Geschiedenis
- In augustus 1727 verhief keizer Karel VI de advocaat bij de Justitieraad van Bergen in Henegouwen, Jean-Joseph de le Croix, in de adel.
- In Maart 1789 verleende keizer Jozef II erfelijke adel aan Bernard de le Croix, kapitein van een compagnie grenadiers in Württembergse dienst.

## Genealogie
- Bernard de le Croix (zie hierboven)
  - Gustave-Louis de le Croix (1778-1856), x Marie-Françoise Smeulders (1777-1815), xx Anne-Sophie Lousbergs (1792-1872)
    - Charles de le Croix (1807-1865), kapitein, x Thérèse Groenen (1828-1888)
      - Edouard de le Croix (zie hierna)
      - Xavier de la Croix (zie hierna)

    - Jules de le Croix (1831-1871), x Emma Waedemon (1842-1882)
      - Ferdinand de le Croix (zie hierna)

    - Ferdinand de le Croix (1833-1869), x Adolphine Vincent (1838-1872)
      - Maurice de le Croix (zie hierna)

## Edouard de le Croix
Edouard Louis Charles de le Croix (Antwerpen, 13 oktober 1858 - Groot-Brittannië, 16 november 1918) werd in 1891 erkend in de erfelijke adel. Hij trouwde in Koekelberg in 1882 met Elisa Broeckaert (1864-1910). Het echtpaar bleef kinderloos.

## Xavier de le Croix
Xavier Louis Charles de le Croix (Antwerpen, 13 maart 1861 - Rijsel, 25 oktober 1913), ingenieur, werd in 1891 erkend in de erfelijke adel. Hij trouwde in Brussel in 1887 met Louise Tackels (1866-1951). Hun zoon, Stéphan (° 1888), verdronk tijdens een schipbreuk in de Golf van Biskaje op 19 april 1906. Ze hadden ook twee dochters.

## Ferdinand de le Croix
Ferdinand Isidore Gustave de le Croix (Gent, 23 januari 1870 - 19 oktober 1936), kapitein-commandant bij de cavalerie, werd in 1893 erkend in de erfelijke adel. Hij trouwde in 1897 in Gent met Andrée Mechelynck (1874-1937). Ze kregen twee zoons die zonder afstamming bleven.

## Maurice de le Croix
Maurice Xavier Jean de le Croix (Gent, 27 augustus 1861 - Schaarbeek, 31 mei 1924) werd in 1893 erkend in de erfelijke adel. Hij trouwde in Gent in 1901 met Marguerite Burdo (1875-1944). Het echtpaar bleef kinderloos.
In 1936 doofde de familie uit in mannelijke lijn en in 1974 wat betreft de vrouwelijke naamdragers.